# 罗布·布雷斯纳汉
小罗伯特·保罗·布雷斯纳汉（英語：Robert Paul Bresnahan Jr.，1990年4月22日—）是美国商人及政治人物，他是宾夕法尼亚州第八国会选区联邦众议员，为共和党人。